# Lycodes gracilis
Lycodes gracilis es una especie de pez de la familia de los Zoarcidae en el orden de los perciformes.

## Hábitat
Es un pez de mar, de clima polar y demersal que vive
entre 94-113 m de profundidad.

## Distribución geográfica
Se encuentra en Islandia, Noruega y Rusia.

## Observaciones
Es inofensivo para los humanos.